# Cubo troncato aumentato
In geometria solida, il cubo troncato aumentato è un poliedro con 22 facce che può essere costruito, come intuibile dal suo nome, aumentando un cubo troncato facendo combaciare una delle sue facce ottagonali con la base di una cupola quadrata.

## Caratteristiche
Il cubo troncato aumentato è uno dei 92 solidi di Johnson, in particolare quello indicato come J66, ossia un poliedro strettamente convesso avente come facce dei poligoni regolari ma comunque non appartenente alla famiglia dei poliedri uniformi, ed è il secondo di una serie di diciannove solidi archimedei modificati tutti facenti parte dei solidi di Johnson.
Per quanto riguarda i 28 vertici di questo poliedro, su 16 di essi incidono due facce ottagonali e una triangolare, su altri 8 incidono una faccia ottagonale, una quadrata e due triangolari, e sugli altri 4 incidono tre facce quadrate e una triangolare.

## Formule
Considerando un cubo troncato aumentato avente come facce dei poligoni regolari aventi lato di lunghezza {\displaystyle a}, le formule per il calcolo del volume {\displaystyle V} e della superficie {\displaystyle A} risultano essere:
{\displaystyle V=\left(8+{\frac {16{\sqrt {2}}}{3}}\right)a^{3}\approx 15,5424723\ldots a^{3};}
{\displaystyle A=\left(15+10{\sqrt {2}}+3{\sqrt {3}}\right)a^{2}\approx 34,3382880\ldots a^{2}.}